# Spragueia creton
Spragueia creton är en fjärilsart som beskrevs av William Schaus 1923. Spragueia creton ingår i släktet Spragueia och familjen nattflyn. Inga underarter finns listade i Catalogue of Life.